# Jeptiška (román)
Jeptiška (francouzsky La Religieuse) je antiklerikální epistolární román francouzského spisovatele, osvícenského filozofa a encyklopedisty Denise Diderota. Jde o významné literární dílo, které se řadí mezi první z velkých moderních psychologických románů. Autor ho dopsal kolem roku 1780, ale publikováno bylo až posmrtně v roce 1796.

## Obsah
Dívka z měšťanské rodiny je rodiči vykázána k řeholnímu životu v klášteře. Matka ví, že je nemanželským dítětem chce jejím obětováním vykoupit svůj dávný hřích a zároveň nepřipustit rovné dělení majetku mezi sourozence. Sedmnáctiletá dívka Zuzana byla odvezena do kláštera a proti své vůli přinucena složit věčné sliby. Dívka sugestivní formou dopisů markýzovi líčí své utrpení a svůj boj za zrušení svého řeholního stavu. Pro údajnou neposlušnost ji matka představená tělesně i psychicky trestá, týrá a vede k tomu i ostatní řeholnice. Zuzana i přes podlomené zdraví nerezignuje a podaří se jí s pomocí spřízněné sestry Uršuly uskutečnit korespondenci a prostřednictvím dopisů vyvolat pro své osvobození soudní proces. Soud však její žalobu zamítne, advokátu panu Manourimu se podaří alespoň podnítit církevní vyšetřování kauzy, jež usvědčí představenou z krutosti a probošt rozhodne o přeložení jeptišky do jiného kláštera. V něm sestry žijí volněji, řeholní askeze se zanedbává a místní představená vzplane k Zuzaně lesbickou láskou, což vyvolá zášť dosavadní favoritky, sestry Terezy. Smíření s osudem a klid nenajde sestra Zuzana ani ve třetím klášteře.

## Hodnocení
Diderot podrobně analyzoval konflikt mezi právem občana na svobodný život a jeho potlačováním jak světskou mocí rodiny, tak především zkaženým životem řeholníků a řeholnic. Vycházel jednak ze skutečného příběhu Marguerite Delamarre, řeholnice z královského kláštera klarisek v Longchamp, který byl během revoluce zrušen a následně zbořen, a také z rodinné zkušenosti své vlastní sestry Angélique, řeholnice kláštera voršilek, která zemřela nešťastná ve 29 letech. Jako vyznavač osvícenství a francouzské revoluce potřeboval obhájit jejich ideje a ospravedlnit brutální útoky revolucionářů na instituce církve, proto poukazoval na nutnost likvidovat francouzský klér, aby skrytý za zdmi klášterů ve jménu náboženství nemohl potlačovat svobodu jednotlivce a šířit nemravnost a násilí. Diderot váhal s uveřejněním tak tvrdé obžaloby francouzské katolické církve, a proto své dílo neuveřejnil. Vyšlo tiskem až šest let po jeho smrti. Román se stal hlavním literárním dílem francouzského antiklerikalismu své doby.

## Hlavní postavy
- Zuzana Simoninová
- sestra Uršula
- markýz de Croismare
- matka představená de Moni
- advokát Manouri
- sestra Tereza
- otec Lamonie
- matka představená Kristýna

## České a slovenské překlady
- DIDEROT, Denis. Řeholnice: Román. Praha: Melantrich, 1927. 142 s.
- DIDEROT, Denis. Jeptiška. Překlad Věra Smetanová. 1. vyd. v SNKLU. Praha: SNKLU, 1963. 230, [2] s.
- DIDEROT, Denis. Jeptiška; Rameauův synovec; Jakub fatalista a jeho pán. 1. vyd. v tomto souboru. Praha: Odeon, 1977. 473, [3] s. Světová knihovna.
  - Tři nejznámější romány slavného encyklopedisty a osvícence jsou pojaty jako satiry. První je satirou i obžalobou církve a společnosti. Druhý je satirickým dialogem filozofa se synovcem známého skladatele, dialogem, jenž vykresluje atmosféru bohémských umělců. Třetí je vtipnou snůškou vyprávění, anekdot a příběhů, jež satiricky zpodobují život Francie v 18. století.
- DIDEROT, Denis. Mníška. Z franc. orig. preložil Ondrej Žiška. 1. vyd. Bratislava: Smena, 1968. 202 s. Máj; Zv. 116.
- DIDEROT, Denis. Mníška. Z franc. orig. preložil Ondrej Žiška. 2. vyd. Bratislava: Smena, 1976. 189 s.
- DIDEROT, Denis. Mníška. Z franc. orig. preložil Ondrej Žiška. 3. vyd. Bratislava: Pravda, 1987. 230 s. Členská knižnica Pravda.

### Dramatizace
- GRUAULT, Jean. Jeptiška: scény ze života v klášterech v roce 1760 podle Denise Diderota. Praha: Dilia, 1976. 85 s.
- Jeptiška, překlad Věra Smetanová, rozhlasová úprava Radek brož, četla Barbora Goldmannová, režie Lukáš Kopecký, Český rozhlas Brno 2017

## Filmografie
- Jeptiška (La Religieuse). Na motivy knihy Denise Diderota natočil v roce 1966 režisér Jacques Rivette (Francie).
- Jeptiška (La Religieuse). Na motivy knihy Denise Diderota natočil v roce 2013 režisér Guillaume Nicloux (Francie/Belgie/Německo).